# 661
661 је била проста година.

## Догађаји
- Битка код Позберија: Краљ Кенвал од Весекса напао је Думнонију (југозападна Енглеска). Победио је домаћа британска племена близу Кредитона у Девону и потиснуо их на обалу.
- Муавија I је постао калиф средином 661. године, након абдикације калифа ел-Хасана. Муавија је основао династију Омејада.
- 26. јануар – Атентат на Алија: Али ибн Аби Талиб, први шиитски имам и четврти калиф Рашидунског калифата, ударен је у главу отровним мачем од стране хавариџа Абд-ел-Рахмана ибн Мулџама, док се молио у светилишту у Куфи, умирући два дана касније. Његовог сина, Хасана ибн Алија, муслимани бирају да га наследи као следећег вођу. Према Омејадима, наследио га је Муавија I као калиф, стар 59 година, који је преместио своје седиште владе у Дамаск и основао Омејадски калифат, окончавајући Рашидунски калифат.
- Муавија I затвара патријарха Гиваргиса I, након што је одбио да плати данак. Хришћани су прогоњени, а њихове цркве уништене.
- Царска флота Јапана напада Кјушу по наређењу царице Саимеи. На свом путу, принцеза Нуката компонује чувену песму у Никитацуу у провинцији Ијо.
- 24. јул – Цар Тенџи ступа на престо Јапана након смрти своје мајке, царице Саимеи. Он шаље експедиционе снаге под командом Абе но Хирафуа у Кореју, да помогну савезничком краљевству Баекче.
- Краљ Мунму постаје 30. владар корејског краљевства Сила.
- Свети Максим Исповедник, хришћански монах, позван је из егзила у Тракији. Суђен је и осуђен на сакаћење. Његов језик и десна рука су одсечени како би се спречило његово даље противљење монотелитима.
- У Галији су сви римски епископи замењени франачким епископима. Они постају све чешћи, јер франачки вође контролишу епископат.